# Liste der Baudenkmale in Bad Salzdetfurth
In der Liste der Baudenkmale in Bad Salzdetfurth sind alle Baudenkmale der niedersächsischen Gemeinde Bad Salzdetfurth aufgelistet. Die Quelle der Baudenkmale ist der Denkmalatlas Niedersachsen. Der Stand der Liste ist der 20. Februar 2021.

## Allgemein
In den Spalten befinden sich folgende Informationen:
- Lage: die Adresse des Baudenkmales und die geographischen Koordinaten. Kartenansicht, um Koordinaten zu setzen. In der Kartenansicht sind Baudenkmale ohne Koordinaten mit einem roten Marker dargestellt und können in der Karte gesetzt werden. Baudenkmale ohne Bild sind mit einem blauen Marker gekennzeichnet, Baudenkmale mit Bild mit einem grünen Marker.
- Bezeichnung: Bezeichnung des Baudenkmales
- Beschreibung: die Beschreibung des Baudenkmales. Unter § 3 Abs. 2 NDSchG werden Einzeldenkmale und unter § 3 Abs. 3 NDSchG Gruppen baulicher Anlagen und deren Bestandteile ausgewiesen.
- ID: die Objekt-ID des Baudenkmales
- Bild: ein Bild des Baudenkmales, ggf. zusätzlich mit einem Link zu weiteren Fotos des Baudenkmals im Medienarchiv Wikimedia Commons. Wenn man auf das Kamerasymbol klickt, können Fotos zu Baudenkmalen aus dieser Liste hochgeladen werden:

## Bad Salzdetfurth

### Gruppe: Historischer Ortskern Bad Salzdetfurth mit Salzpfännerstraße
Die Gruppe „Historischer Ortskern Bad Salzdetfurth mit Salzpfännerstraße“ hat die ID 34454898.

| Lage                                                  | Bezeichnung         | Beschreibung | ID       | Bild           |
| ----------------------------------------------------- | ------------------- | --- | -------- | -------------- |
| Oberstraße 52° 3′ 44″ N, 10° 0′ 28″ O                 | Strassenraum        | | 34467282 | BW             |
| Oberstraße 11a 52° 3′ 41″ N, 10° 0′ 25″ O             | Wohn-/Geschäftshaus | | 34467326 |                |
| Oberstraße 11 52° 3′ 41″ N, 10° 0′ 26″ O              | Wohn-/Geschäftshaus | | 34467304 | BW             |
| Oberstraße 14 52° 3′ 42″ N, 10° 0′ 26″ O              | Wohn-/Geschäftshaus | | 34467392 | BW             |
| Oberstraße 15 52° 3′ 42″ N, 10° 0′ 26″ O              | Wohn-/Geschäftshaus | | 34467414 |                |
| Oberstraße 16 52° 3′ 42″ N, 10° 0′ 26″ O              | Wohn-/Geschäftshaus | | 34467436 |                |
| Oberstraße 17 52° 3′ 43″ N, 10° 0′ 26″ O              | Wohn-/Geschäftshaus | | 34467458 |                |
| Oberstraße 18 52° 3′ 43″ N, 10° 0′ 26″ O              | Wohn-/Geschäftshaus | | 34467480 |                |
| Oberstraße 19 52° 3′ 43″ N, 10° 0′ 26″ O              | Wohn-/Geschäftshaus | | 34467502 |                |
| Oberstraße 20 52° 3′ 43″ N, 10° 0′ 27″ O              | Wohn-/Geschäftshaus | | 34467524 |                |
| Oberstraße 21 52° 3′ 43″ N, 10° 0′ 27″ O              | Wohn-/Geschäftshaus | | 34467546 | BW             |
| Oberstraße 22 52° 3′ 44″ N, 10° 0′ 27″ O              | Wohn-/Geschäftshaus | | 34467568 | BW             |
| Oberstraße 23 52° 3′ 44″ N, 10° 0′ 27″ O              | Wohn-/Geschäftshaus | | 34467590 | BW             |
| Oberstraße 24 52° 3′ 44″ N, 10° 0′ 27″ O              | Wohn-/Geschäftshaus | | 34467612 | BW             |
| Oberstraße 25 52° 3′ 44″ N, 10° 0′ 27″ O              | Wohn-/Geschäftshaus | | 34467634 | BW             |
| Oberstraße 26 52° 3′ 45″ N, 10° 0′ 28″ O              | Wohn-/Geschäftshaus | | 34467656 | BW             |
| Oberstraße 27 52° 3′ 45″ N, 10° 0′ 28″ O              | Wohn-/Geschäftshaus | | 34467678 |                |
| Oberstraße 28 52° 3′ 45″ N, 10° 0′ 28″ O              | Wohn-/Geschäftshaus | | 34467700 |                |
| Oberstraße 29 52° 3′ 46″ N, 10° 0′ 28″ O              | Wohn-/Geschäftshaus | | 34467722 |                |
| Oberstraße 30 52° 3′ 46″ N, 10° 0′ 28″ O              | Wohn-/Geschäftshaus | | 34467744 | BW             |
| Oberstraße 31 52° 3′ 46″ N, 10° 0′ 28″ O              | Wohn-/Geschäftshaus | | 34467766 |                |
| Oberstraße 32 52° 3′ 46″ N, 10° 0′ 28″ O              | Wohn-/Geschäftshaus | | 34467788 |                |
| Oberstraße 33 52° 3′ 47″ N, 10° 0′ 27″ O              | Wohn-/Geschäftshaus | | 34467810 |                |
| Oberstraße 34 52° 3′ 47″ N, 10° 0′ 27″ O              | Wohn-/Geschäftshaus | | 34467832 |                |
| Oberstraße 35 52° 3′ 47″ N, 10° 0′ 27″ O              | Wohn-/Geschäftshaus | | 34467854 |                |
| Oberstraße 36 52° 3′ 48″ N, 10° 0′ 27″ O              | Wohn-/Geschäftshaus | | 34467876 |                |
| Oberstraße 37 52° 3′ 48″ N, 10° 0′ 27″ O              | Wohn-/Geschäftshaus | | 34467898 | BW             |
| Oberstraße 38 52° 3′ 48″ N, 10° 0′ 27″ O              | Pfarrhaus           | | 34467920 |                |
| St.-Georgs-Platz 52° 3′ 49″ N, 10° 0′ 27″ O           | Kirche              | Die evangelische St.-Georgii-Kirche ist eine gotische Kirche. Es ist ein einschiffiger Bau mit einem eingezogenen Chorturm mit einem Satteldach und einem Dachreiter. Im Inneren befindet sich ein Triumphbogen. Das Schiff ist überspannt mit einer Brettertonne. Der hölzerne Altar im Stil des Barocks stammt aus dem Jahr 1717. Auf der U-förmigen Empore und deren Unterseite befinden sich Gemälde aus der Bibel, diese wurden in dem ersten Viertel des 18. Jahrhunderts gemalt. | 34469000 | Weitere Bilder |
| St.-Georgs-Platz 52° 3′ 49″ N, 10° 0′ 28″ O           | Straßenraum         | | 34469023 | BW             |
| St.-Georgs-Platz 1 52° 3′ 50″ N, 10° 0′ 26″ O         | Schule              | | 34469045 | Weitere Bilder |
| Oberstraße 106 52° 3′ 45″ N, 10° 0′ 29″ O             | Wohn-/Geschäftshaus | | 34467942 | BW             |
| Oberstraße 107 52° 3′ 45″ N, 10° 0′ 29″ O             | Wohn-/Geschäftshaus | | 34467964 | BW             |
| Oberstraße 108 52° 3′ 45″ N, 10° 0′ 29″ O             | Wohn-/Geschäftshaus | | 34467986 | BW             |
| Oberstraße 109 52° 3′ 45″ N, 10° 0′ 29″ O             | Wohn-/Geschäftshaus | | 34468008 |                |
| Oberstraße 110 52° 3′ 44″ N, 10° 0′ 29″ O             | Wohn-/Geschäftshaus | | 34468030 |                |
| Oberstraße 111 52° 3′ 44″ N, 10° 0′ 29″ O             | Wohn-/Geschäftshaus | | 34468052 | BW             |
| Oberstraße 113 52° 3′ 44″ N, 10° 0′ 28″ O             | Wohn-/Geschäftshaus | | 34468074 | BW             |
| Oberstraße 114 52° 3′ 44″ N, 10° 0′ 28″ O             | Wohn-/Geschäftshaus | | 34468096 | BW             |
| Oberstraße 115 52° 3′ 43″ N, 10° 0′ 28″ O             | Wohn-/Geschäftshaus | | 34468118 |                |
| Oberstraße 116 52° 3′ 43″ N, 10° 0′ 28″ O             | Wohn-/Geschäftshaus | | 34468140 | BW             |
| Oberstraße 117 52° 3′ 43″ N, 10° 0′ 27″ O             | Wohn-/Geschäftshaus | | 34468162 |                |
| Oberstraße 118 52° 3′ 43″ N, 10° 0′ 27″ O             | Wohn-/Geschäftshaus | | 34468184 |                |
| Oberstraße 119 52° 3′ 43″ N, 10° 0′ 27″ O             | Wohn-/Geschäftshaus | | 34468206 | BW             |
| Oberstraße 120 52° 3′ 42″ N, 10° 0′ 27″ O             | Wohn-/Geschäftshaus | | 34468228 | BW             |
| Oberstraße 121 52° 3′ 42″ N, 10° 0′ 27″ O             | Wohn-/Geschäftshaus | | 34468250 | BW             |
| Oberstraße 122 52° 3′ 42″ N, 10° 0′ 27″ O             | Wohn-/Geschäftshaus | | 34468272 |                |
| Oberstraße 123 52° 3′ 42″ N, 10° 0′ 27″ O             | Wohn-/Geschäftshaus | | 34468294 |                |
| Oberstraße 124 52° 3′ 42″ N, 10° 0′ 27″ O             | Wohn-/Geschäftshaus | | 34468316 |                |
| Oberstraße 125 52° 3′ 41″ N, 10° 0′ 27″ O             | Wohn-/Geschäftshaus | | 34468338 |                |
| Oberstraße 126 52° 3′ 41″ N, 10° 0′ 27″ O             | Wohn-/Geschäftshaus | | 34468360 |                |
| Unterstraße 52° 3′ 51″ N, 10° 0′ 30″ O                | Strassenraum        | | 34469067 | BW             |
| Marktstraße 40 52° 3′ 49″ N, 10° 0′ 28″ O             | Wohn-/Geschäftshaus | | 34467018 |                |
| Marktstraße 41 52° 3′ 50″ N, 10° 0′ 28″ O             | Wohn-/Geschäftshaus | | 34467040 |                |
| Marktstraße 42 52° 3′ 50″ N, 10° 0′ 28″ O             | Wohn-/Geschäftshaus | | 34467062 |                |
| Marktstraße 43 52° 3′ 50″ N, 10° 0′ 29″ O             | Wohn-/Geschäftshaus | | 34467084 |                |
| Marktstraße 44 52° 3′ 51″ N, 10° 0′ 29″ O             | Wohn-/Geschäftshaus | | 34467106 |                |
| Marktstraße 45 52° 3′ 51″ N, 10° 0′ 29″ O             | Wohn-/Geschäftshaus | | 34467128 |                |
| Marktstraße 46 52° 3′ 51″ N, 10° 0′ 29″ O             | Wohn-/Geschäftshaus | | 34467150 |                |
| Marktstraße 47 52° 3′ 52″ N, 10° 0′ 29″ O             | Wohn-/Geschäftshaus | | 34467172 |                |
| Marktstraße 48 52° 3′ 52″ N, 10° 0′ 30″ O             | Wohn-/Geschäftshaus | | 34467194 |                |
| Marktstraße 49 52° 3′ 52″ N, 10° 0′ 30″ O             | Wohn-/Geschäftshaus | | 34467238 |                |
| Marktstraße 50 52° 3′ 53″ N, 10° 0′ 30″ O             | Wohn-/Geschäftshaus | | 34467238 |                |
| Marktstraße 51 52° 3′ 53″ N, 10° 0′ 30″ O             | Wohn-/Geschäftshaus | | 34467260 |                |
| Oberstraße 126 bis Kurpark 52° 3′ 47″ N, 10° 0′ 28″ O | Bachlauf            | Lamme | 34466049 |                |
| Salzpfännerstraße 52° 3′ 46″ N, 10° 0′ 29″ O          | Brücke              | | 34468405 | BW             |
| Salzpfännerstraße 52° 3′ 50″ N, 10° 0′ 30″ O          | Strassenraum        | | 34468428 | BW             |
| Salzpfännerstraße 1 52° 3′ 52″ N, 10° 0′ 33″ O        | Wohn-/Geschäftshaus | | 34468450 | BW             |
| Salzpfännerstraße 2 52° 3′ 52″ N, 10° 0′ 32″ O        | Wohn-/Geschäftshaus | | 34468472 |                |
| Salzpfännerstraße 3 52° 3′ 52″ N, 10° 0′ 32″ O        | Wohn-/Geschäftshaus | | 34468494 |                |
| Salzpfännerstraße 4 52° 3′ 51″ N, 10° 0′ 32″ O        | Wohn-/Geschäftshaus | | 34468516 |                |
| Salzpfännerstraße 5 52° 3′ 51″ N, 10° 0′ 31″ O        | Wohn-/Geschäftshaus | | 34468538 |                |
| Salzpfännerstraße 6 52° 3′ 51″ N, 10° 0′ 31″ O        | Wohn-/Geschäftshaus | | 34468560 |                |
| Salzpfännerstraße 7 52° 3′ 50″ N, 10° 0′ 31″ O        | Wohn-/Geschäftshaus | | 34468582 |                |
| Salzpfännerstraße 8 52° 3′ 50″ N, 10° 0′ 30″ O        | Wohn-/Geschäftshaus | | 34468604 |                |
| Salzpfännerstraße 9 52° 3′ 49″ N, 10° 0′ 30″ O        | Wohn-/Geschäftshaus | | 34468626 |                |
| Salzpfännerstraße 10 52° 3′ 49″ N, 10° 0′ 30″ O       | Wohn-/Geschäftshaus | | 34468648 |                |
| Salzpfännerstraße 11 52° 3′ 49″ N, 10° 0′ 30″ O       | Wohn-/Geschäftshaus | | 34468670 |                |
| Salzpfännerstraße 12 52° 3′ 48″ N, 10° 0′ 30″ O       | Wohn-/Geschäftshaus | | 34468692 |                |
| Salzpfännerstraße 13 52° 3′ 48″ N, 10° 0′ 30″ O       | Wohn-/Geschäftshaus | | 34468714 | BW             |
| Salzpfännerstraße 14 52° 3′ 48″ N, 10° 0′ 30″ O       | Wohn-/Geschäftshaus | | 34468736 | BW             |
| Salzpfännerstraße 15 52° 3′ 48″ N, 10° 0′ 30″ O       | Wohn-/Geschäftshaus | | 34468758 | v              |
| Salzpfännerstraße 16 52° 3′ 47″ N, 10° 0′ 30″ O       | Wohn-/Geschäftshaus | | 34468780 |                |
| Salzpfännerstraße 17 52° 3′ 47″ N, 10° 0′ 29″ O       | Wohn-/Geschäftshaus | | 34468802 |                |
| Salzpfännerstraße 18 52° 3′ 47″ N, 10° 0′ 29″ O       | Wohn-/Geschäftshaus | | 34468824 |                |
| Salzpfännerstraße 19 52° 3′ 46″ N, 10° 0′ 30″ O       | Wohn-/Geschäftshaus | | 34468846 | BW             |
| Salzpfännerstraße 20 52° 3′ 46″ N, 10° 0′ 30″ O       | Wohn-/Geschäftshaus | | 34468868 |                |
| Salzpfännerstraße 21 52° 3′ 46″ N, 10° 0′ 30″ O       | Wohn-/Geschäftshaus | | 34468890 |                |
| Salzpfännerstraße 22 52° 3′ 46″ N, 10° 0′ 30″ O       | Wohn-/Geschäftshaus | | 34468912 |                |
| Salzpfännerstraße 23 52° 3′ 46″ N, 10° 0′ 30″ O       | Wohn-/Geschäftshaus | | 34468934 |                |
| Salzpfännerstraße 24 52° 3′ 46″ N, 10° 0′ 30″ O       | Wohn-/Geschäftshaus | | 34468956 |                |
| Salzpfännerstraße 25 52° 3′ 45″ N, 10° 0′ 30″ O       | Wohn-/Geschäftshaus | | 34468978 | BW             |
| Im Winkel 52° 3′ 51″ N, 10° 0′ 33″ O                  | Strassenraum        | | 34466577 | BW             |
| Im Winkel 1 52° 3′ 50″ N, 10° 0′ 31″ O                | Wohn-/Geschäftshaus | | 34466600 | BW             |
| Im Winkel 2 52° 3′ 49″ N, 10° 0′ 32″ O                | Wohn-/Geschäftshaus | | 34466622 | BW             |
| Im Winkel 3 52° 3′ 50″ N, 10° 0′ 33″ O                | Wohn-/Geschäftshaus | | 34466644 | BW             |
| Im Winkel 4 52° 3′ 50″ N, 10° 0′ 33″ O                | Wohn-/Geschäftshaus | | 34466666 | BW             |
| Im Winkel 5 52° 3′ 50″ N, 10° 0′ 33″ O                | Wohn-/Geschäftshaus | | 34466688 | BW             |
| Im Winkel 7 52° 3′ 50″ N, 10° 0′ 33″ O                | Wohn-/Geschäftshaus | | 34466732 | BW             |
| Im Winkel 8 52° 3′ 51″ N, 10° 0′ 33″ O                | Wohn-/Geschäftshaus | | 34466754 | BW             |
| Im Winkel 9 52° 3′ 51″ N, 10° 0′ 33″ O                | Wohn-/Geschäftshaus | | 34466776 | BW             |
| Im Winkel 10 52° 3′ 51″ N, 10° 0′ 34″ O               | Wohn-/Geschäftshaus | | 34466798 | BW             |
| Im Winkel 11 52° 3′ 51″ N, 10° 0′ 34″ O               | Wohn-/Geschäftshaus | | 34466820 | BW             |
| Im Winkel 12 52° 3′ 51″ N, 10° 0′ 34″ O               | Wohn-/Geschäftshaus | | 34466842 | BW             |
| Im Winkel 13 52° 3′ 52″ N, 10° 0′ 34″ O               | Wohn-/Geschäftshaus | | 34466864 |                |
| Im Winkel 14 52° 3′ 52″ N, 10° 0′ 34″ O               | Wohn-/Geschäftshaus | | 34466886 |                |
| Im Winkel 15 52° 3′ 51″ N, 10° 0′ 33″ O               | Wohn-/Geschäftshaus | | 34466908 | BW             |
| Im Winkel 16 52° 3′ 51″ N, 10° 0′ 33″ O               | Wohn-/Geschäftshaus | | 34466930 | BW             |
| Im Winkel 17 52° 3′ 50″ N, 10° 0′ 32″ O               | Wohn-/Geschäftshaus | | 34466974 | BW             |
| Unterstraße 52° 3′ 56″ N, 10° 0′ 33″ O                | Strassenraum        | | 34469067 | BW             |
| Unterstraße 52 52° 3′ 53″ N, 10° 0′ 29″ O             | Wohn-/Geschäftshaus | | 34469089 | BW             |
| Unterstraße 53 52° 3′ 54″ N, 10° 0′ 29″ O             | Wohn-/Geschäftshaus | | 34469111 |                |
| Unterstraße 54 52° 3′ 54″ N, 10° 0′ 29″ O             | Wohn-/Geschäftshaus | | 34469133 |                |
| Unterstraße 55 52° 3′ 54″ N, 10° 0′ 30″ O             | Wohn-/Geschäftshaus | | 34469155 |                |
| Unterstraße 56 52° 3′ 55″ N, 10° 0′ 30″ O             | Wohn-/Geschäftshaus | | 34469177 | BW             |
| Unterstraße 57 52° 3′ 55″ N, 10° 0′ 30″ O             | Wohn-/Geschäftshaus | | 34469199 |                |
| Unterstraße 58 52° 3′ 55″ N, 10° 0′ 30″ O             | Wohn-/Geschäftshaus | | 34469221 |                |
| Unterstraße 59 52° 3′ 55″ N, 10° 0′ 30″ O             | Wohn-/Geschäftshaus | | 34469243 |                |
| Unterstraße 60 52° 3′ 55″ N, 10° 0′ 31″ O             | Wohn-/Geschäftshaus | | 34469265 |                |
| Unterstraße 61 52° 3′ 55″ N, 10° 0′ 31″ O             | Wohn-/Geschäftshaus | | 34469287 |                |
| Unterstraße 62 52° 3′ 56″ N, 10° 0′ 31″ O             | Wohn-/Geschäftshaus | | 34469309 |                |
| Unterstraße 63 52° 3′ 56″ N, 10° 0′ 32″ O             | Wohn-/Geschäftshaus | | 34469331 |                |
| Unterstraße 64 52° 3′ 56″ N, 10° 0′ 32″ O             | Wohn-/Geschäftshaus | | 34469353 |                |
| Unterstraße 65 52° 3′ 56″ N, 10° 0′ 32″ O             | Wohn-/Geschäftshaus | | 34469375 |                |
| Unterstraße 66 52° 3′ 56″ N, 10° 0′ 32″ O             | Wohn-/Geschäftshaus | | 34469397 |                |
| Unterstraße 67 52° 3′ 57″ N, 10° 0′ 33″ O             | Wohn-/Geschäftshaus | | 34469419 |                |
| Unterstraße 68 52° 3′ 57″ N, 10° 0′ 33″ O             | Wohn-/Geschäftshaus | | 34469441 |                |
| Unterstraße 69 52° 3′ 57″ N, 10° 0′ 33″ O             | Wohnhaus            | | 34469463 |                |
| Unterstraße 70 52° 3′ 57″ N, 10° 0′ 33″ O             | Wohn-/Geschäftshaus | | 34469485 |                |
| Unterstraße 71 52° 3′ 57″ N, 10° 0′ 34″ O             | Wohn-/Geschäftshaus | | 34469507 |                |
| Unterstraße 72 52° 3′ 57″ N, 10° 0′ 34″ O             | Wohn-/Geschäftshaus | | 34469529 |                |
| Unterstraße 73 52° 3′ 58″ N, 10° 0′ 34″ O             | Wohn-/Geschäftshaus | | 34469551 |                |
| Unterstraße 74 52° 3′ 58″ N, 10° 0′ 35″ O             | Wohnhaus            | | 34469573 | BW             |
| Unterstraße 75 52° 3′ 58″ N, 10° 0′ 35″ O             | Wohn-/Geschäftshaus | | 34469595 |                |
| Unterstraße 76 52° 3′ 58″ N, 10° 0′ 35″ O             | Wohn-/Geschäftshaus | | 34469617 |                |
| Unterstraße 77 52° 3′ 59″ N, 10° 0′ 36″ O             | Wohn-/Geschäftshaus | | 34469639 |                |
| Unterstraße 78 52° 3′ 59″ N, 10° 0′ 36″ O             | Wohn-/Geschäftshaus | | 34469661 |                |
| Unterstraße 79 52° 3′ 59″ N, 10° 0′ 36″ O             | Wohn-/Geschäftshaus | | 34469683 |                |
| Unterstraße 80 52° 3′ 59″ N, 10° 0′ 36″ O             | Wohn-/Geschäftshaus | | 34469705 |                |
| Unterstraße 81 52° 3′ 59″ N, 10° 0′ 36″ O             | Wohn-/Geschäftshaus | | 34469727 |                |
| Unterstraße 82 52° 4′ 0″ N, 10° 0′ 36″ O              | Wohn-/Geschäftshaus | | 34469749 |                |
| Unterstraße 83 52° 4′ 0″ N, 10° 0′ 37″ O              | Wohn-/Geschäftshaus | | 34469771 |                |
| Unterstraße 84 52° 4′ 0″ N, 10° 0′ 37″ O              | Wohn-/Geschäftshaus | | 34469793 |                |
| Unterstraße 85 52° 4′ 0″ N, 10° 0′ 37″ O              | Wohn-/Geschäftshaus | | 34469815 |                |
| Unterstraße 91 52° 3′ 57″ N, 10° 0′ 35″ O             | Wohn-/Geschäftshaus | | 34469860 |                |
| Unterstraße 92 52° 3′ 57″ N, 10° 0′ 35″ O             | Wohn-/Geschäftshaus | | 34469882 |                |
| Unterstraße 93 52° 3′ 57″ N, 10° 0′ 35″ O             | Wohn-/Geschäftshaus | | 34469904 |                |
| Unterstraße 94 52° 3′ 57″ N, 10° 0′ 35″ O             | Wohn-/Geschäftshaus | | 34469948 |                |
| Unterstraße 95 52° 3′ 57″ N, 10° 0′ 34″ O             | Wohn-/Geschäftshaus | | 34469948 |                |
| Unterstraße 96 52° 3′ 56″ N, 10° 0′ 34″ O             | Wohn-/Geschäftshaus | | 34469970 | BW             |
| Unterstraße 98 52° 3′ 56″ N, 10° 0′ 33″ O             | Wohn-/Geschäftshaus | | 34469992 | BW             |
| Unterstraße 99 52° 3′ 56″ N, 10° 0′ 33″ O             | Wohn-/Geschäftshaus | | 34470014 | BW             |
| Unterstraße 100 52° 3′ 55″ N, 10° 0′ 33″ O            | Wohn-/Geschäftshaus | | 34470036 |                |
| Unterstraße 101 52° 3′ 55″ N, 10° 0′ 33″ O            | Wohn-/Geschäftshaus | | 34470058 |                |
| Unterstraße 102 52° 3′ 55″ N, 10° 0′ 32″ O            | Wohn-/Geschäftshaus | | 34470080 |                |
| Unterstraße 103 52° 3′ 55″ N, 10° 0′ 32″ O            | Wohn-/Geschäftshaus | | 34470102 |                |
| Unterstraße 104 52° 3′ 54″ N, 10° 0′ 32″ O            | Wohn-/Geschäftshaus | | 34470124 |                |
| Unterstraße 105 52° 3′ 54″ N, 10° 0′ 31″ O            | Wohn-/Geschäftshaus | | 34470146 |                |
| Gartenstraße 52° 3′ 55″ N, 10° 0′ 36″ O               | Strassenraum        | | 34466071 | BW             |
| Gartenstraße 1 52° 3′ 52″ N, 10° 0′ 34″ O             | Wohn-/Geschäftshaus | | 34466093 |                |
| Gartenstraße 2 52° 3′ 52″ N, 10° 0′ 35″ O             | Wohn-/Geschäftshaus | | 34466115 |                |
| Gartenstraße 3 52° 3′ 53″ N, 10° 0′ 35″ O             | Wohn-/Geschäftshaus | | 34466137 |                |
| Gartenstraße 4 52° 3′ 53″ N, 10° 0′ 35″ O             | Wohn-/Geschäftshaus | | 34466159 |                |
| Gartenstraße 5 52° 3′ 53″ N, 10° 0′ 35″ O             | Wohn-/Geschäftshaus | | 34466181 |                |
| Gartenstraße 6 52° 3′ 53″ N, 10° 0′ 35″ O             | Wohn-/Geschäftshaus | | 34466203 |                |
| Gartenstraße 7 52° 3′ 54″ N, 10° 0′ 36″ O             | Wohn-/Geschäftshaus | | 34466225 |                |
| Gartenstraße 8 52° 3′ 54″ N, 10° 0′ 36″ O             | Wohn-/Geschäftshaus | | 34466247 |                |
| Gartenstraße 9 52° 3′ 54″ N, 10° 0′ 36″ O             | Wohn-/Geschäftshaus | | 34466269 |                |
| Gartenstraße 10 52° 3′ 54″ N, 10° 0′ 36″ O            | Wohn-/Geschäftshaus | | 34466291 |                |
| Gartenstraße 11 52° 3′ 55″ N, 10° 0′ 36″ O            | Wohn-/Geschäftshaus | | 34466313 |                |
| Gartenstraße 12 52° 3′ 55″ N, 10° 0′ 36″ O            | Wohn-/Geschäftshaus | | 34466335 |                |
| Gartenstraße 13 52° 3′ 55″ N, 10° 0′ 36″ O            | Wohn-/Geschäftshaus | | 34466357 |                |
| Gartenstraße 14 52° 3′ 55″ N, 10° 0′ 36″ O            | Wohn-/Geschäftshaus | | 34466379 |                |
| Gartenstraße 15 52° 3′ 55″ N, 10° 0′ 36″ O            | Wohn-/Geschäftshaus | | 34466401 | BW             |
| Gartenstraße 16 52° 3′ 56″ N, 10° 0′ 37″ O            | Wohn-/Geschäftshaus | | 34466423 |                |
| Gartenstraße 17 52° 3′ 56″ N, 10° 0′ 37″ O            | Wohn-/Geschäftshaus | | 34466445 |                |
| Gartenstraße 18 52° 3′ 56″ N, 10° 0′ 37″ O            | Wohn-/Geschäftshaus | | 34466467 |                |
| Gartenstraße 19 52° 3′ 57″ N, 10° 0′ 37″ O            | Wohn-/Geschäftshaus | | 34466489 |                |
| Gartenstraße 20 52° 3′ 57″ N, 10° 0′ 37″ O            | Wohn-/Geschäftshaus | | 34466511 |                |
| Gartenstraße 21 52° 3′ 57″ N, 10° 0′ 38″ O            | Wohn-/Geschäftshaus | | 34466533 | BW             |
| Gartenstraße 22 52° 3′ 57″ N, 10° 0′ 38″ O            | Wohn-/Geschäftshaus | | 34466555 |                |

### Gruppe: Wohnhäuser, Salinenstraße
Die Gruppe „Wohnhäuser, Salinenstraße“ hat die ID 34454913.

| Lage                                        | Bezeichnung | Beschreibung | ID       | Bild |
| ------------------------------------------- | ----------- | ------------ | -------- | ---- |
| Salinenstraße 4 52° 3′ 58″ N, 10° 0′ 39″ O  | Wohnhaus    |              | 34472309 | BW   |
| Salinenstraße 5 52° 3′ 58″ N, 10° 0′ 39″ O  | Wohnhaus    |              | 34472331 | BW   |
| Salinenstraße 6 52° 3′ 58″ N, 10° 0′ 39″ O  | Wohnhaus    |              | 34472353 | BW   |
| Salinenstraße 7 52° 3′ 59″ N, 10° 0′ 39″ O  | Wohnhaus    |              | 34472375 | BW   |
| Salinenstraße 8 52° 3′ 59″ N, 10° 0′ 39″ O  | Wohnhaus    |              | 34472397 | BW   |
| Salinenstraße 9 52° 3′ 59″ N, 10° 0′ 40″ O  | Wohnhaus    |              | 34472419 | BW   |
| Salinenstraße 10 52° 3′ 59″ N, 10° 0′ 40″ O | Wohnhaus    |              | 34472441 | BW   |
| Salinenstraße 11 52° 3′ 59″ N, 10° 0′ 40″ O | Wohnhaus    |              | 34472463 | BW   |
| Salinenstraße 12 52° 3′ 59″ N, 10° 0′ 40″ O | Wohnhaus    |              | 34472485 | BW   |
| Salinenstraße 13 52° 3′ 59″ N, 10° 0′ 40″ O | Wohnhaus    |              | 34472507 | BW   |

### Gruppe: Gradierwerke, Parkanlage
Die Gruppe „Gradierwerke, Parkanlage“ hat die ID 34454955.

| Lage                                       | Bezeichnung | Beschreibung   | ID       | Bild |
| ------------------------------------------ | ----------- | -------------- | -------- | ---- |
| Kurpark 52° 4′ 4″ N, 10° 0′ 45″ O          | Gradierwerk | Gradierwerk II | 34472285 |      |
| Kurpark 52° 4′ 3″ N, 10° 0′ 45″ O          | Gradierwerk | Gradierwerk I  | 34472260 | BW   |
| Salinenstraße 19 52° 4′ 3″ N, 10° 0′ 47″ O | Saline      |                | 34472529 |      |

### Gruppe: Fabrikanlage Kaliwerk Schacht I
Die Gruppe „Fabrikanlage Kaliwerk Schacht I“ hat die ID 34454927.

| Lage                                        | Bezeichnung          | Beschreibung              | ID       | Bild |
| ------------------------------------------- | -------------------- | ------------------------- | -------- | ---- |
| Schachtstraße 5 52° 3′ 44″ N, 9° 59′ 52″ O  | Werkstatt/Kesselhaus | Kaliwerk: Schachtanlage I | 34472188 |      |
| Schachtstraße 7 52° 3′ 42″ N, 9° 59′ 52″ O  | Verwaltungsgebäude   | Kaliwerk: Schachtanlage I | 34472552 | BW   |
| Schachtstraße 11 52° 3′ 43″ N, 9° 59′ 55″ O | Fördergerüst         | Kaliwerk: Schachtanlage I | 37986206 |      |

### Gruppe: Wohnhäuser, Auf der Hollig 1–18
Die Gruppe „Wohnhäuser, Auf der Hollig 1–18“ hat die ID 34454884.

| Lage                                         | Bezeichnung | Beschreibung | ID       | Bild |
| -------------------------------------------- | ----------- | ------------ | -------- | ---- |
| Auf der Hollig 1 52° 3′ 25″ N, 10° 0′ 23″ O  | Wohnhaus    |              | 34464627 | BW   |
| Auf der Hollig 2 52° 3′ 24″ N, 10° 0′ 22″ O  | Wohnhaus    |              | 34464649 | BW   |
| Auf der Hollig 3 52° 3′ 23″ N, 10° 0′ 21″ O  | Wohnhaus    |              | 34464671 | BW   |
| Auf der Hollig 4 52° 3′ 23″ N, 10° 0′ 20″ O  | Wohnhaus    |              | 34464693 | BW   |
| Auf der Hollig 5 52° 3′ 22″ N, 10° 0′ 19″ O  | Wohnhaus    |              | 34464715 | BW   |
| Auf der Hollig 6 52° 3′ 22″ N, 10° 0′ 18″ O  | Wohnhaus    |              | 34464737 | BW   |
| Auf der Hollig 7 52° 3′ 22″ N, 10° 0′ 17″ O  | Wohnhaus    |              | 34464759 | BW   |
| Auf der Hollig 8 52° 3′ 23″ N, 10° 0′ 18″ O  | Wohnhaus    |              | 34464781 | BW   |
| Auf der Hollig 9 52° 3′ 24″ N, 10° 0′ 20″ O  | Wohnhaus    |              | 34464803 | BW   |
| Auf der Hollig 10 52° 3′ 24″ N, 10° 0′ 20″ O | Wohnhaus    |              | 34464825 | BW   |
| Auf der Hollig 11 52° 3′ 25″ N, 10° 0′ 22″ O | Wohnhaus    |              | 34464847 | BW   |
| Auf der Hollig 12 52° 3′ 26″ N, 10° 0′ 22″ O | Wohnhaus    |              | 34464869 | BW   |
| Auf der Hollig 13 52° 3′ 26″ N, 10° 0′ 21″ O | Wohnhaus    |              | 34464891 | BW   |
| Auf der Hollig 14 52° 3′ 25″ N, 10° 0′ 19″ O | Wohnhaus    |              | 34464913 | BW   |
| Auf der Hollig 15 52° 3′ 25″ N, 10° 0′ 18″ O | Wohnhaus    |              | 34464935 | BW   |
| Auf der Hollig 16 52° 3′ 24″ N, 10° 0′ 17″ O | Wohnhaus    |              | 34464957 | BW   |
| Auf der Hollig 17 52° 3′ 23″ N, 10° 0′ 16″ O | Wohnhaus    |              | 34464979 | BW   |
| Auf der Hollig 18 52° 3′ 21″ N, 10° 0′ 15″ O | Wohnhaus    |              | 34465001 | BW   |

### Einzelbaudenkmale
| Lage                                           | Bezeichnung                  | Beschreibung               | ID       | Bild |
| ---------------------------------------------- | ---------------------------- | -------------------------- | -------- | ---- |
| Unterstraße 52° 4′ 1″ N, 10° 0′ 39″ O          | Kurhaus                      |                            | 34473163 |      |
| Kurpark 52° 4′ 5″ N, 10° 0′ 46″ O              | Pumpenhaus                   |                            | 34472236 | BW   |
| Vor der Burg 4 52° 4′ 6″ N, 10° 0′ 42″ O       | Kinderheim                   |                            | 34473183 | BW   |
| Philosophenweg 2 52° 4′ 0″ N, 10° 0′ 22″ O     | Erholungsheim                | Bergschlößchen             | 34473142 | BW   |
| Griesbergstraße 52° 3′ 40″ N, 10° 0′ 16″ O     | Rohsalzmühle                 |                            | 34473035 | BW   |
| Griesbergstraße 52° 3′ 34″ N, 10° 0′ 15″ O     | Werkstattgebäude und Magazin | Kaliwerk                   | 34473012 | BW   |
| Griesbergstraße 52° 3′ 31″ N, 10° 0′ 15″ O     | Verwaltungsgebäude           |                            | 3447299  | BW   |
| Griesbergstraße 5 52° 3′ 29″ N, 10° 0′ 10″ O   | Villa                        |                            | 34473079 | BW   |
| Oberstraße 5 52° 3′ 37″ N, 10° 0′ 23″ O        | Gaststätte                   |                            | 34473121 | BW   |
| Bahnhofstraße 9 52° 3′ 33″ N, 10° 0′ 21″ O     | Wohnhaus                     |                            | 34472951 | BW   |
| Griesbergstraße 5 52° 3′ 28″ N, 10° 0′ 9″ O    | Gartenpavillon               |                            | 34474509 | BW   |
| Griesbergstraße 52° 3′ 26″ N, 9° 59′ 42″ O     | Fördermaschinenhaus          | Kaliwerk: Schachtanlage II | 34472598 | BW   |
| Bodenburger Straße 48 52° 3′ 7″ N, 10° 0′ 8″ O | Wohnhaus                     |                            | 34472971 | BW   |
| Kluskamp 7 52° 2′ 59″ N, 10° 0′ 13″ O          | Bergmannsheim                |                            | 34473099 | BW   |

## Bodenburg

### Gruppe: Kernbereich Bodenburg
Die Gruppe „Kernbereich Bodenburg“ hat die ID 34454970.

| Lage                                             | Bezeichnung          | Beschreibung | ID       | Bild |
| ------------------------------------------------ | -------------------- | ------------ | -------- | ---- |
| Am Markt 52° 1′ 34″ N, 10° 0′ 34″ O              | Platzanlage          |              | 34470168 |      |
| Am Markt 1 52° 1′ 33″ N, 10° 0′ 35″ O            | Wohn-/Geschäftshaus  |              | 34470190 | BW   |
| Am Markt 2 52° 1′ 33″ N, 10° 0′ 34″ O            | Wohn-/Geschäftshaus  |              | 34470212 |      |
| Am Markt 3 52° 1′ 33″ N, 10° 0′ 34″ O            | Wohn-/Geschäftshaus  |              | 34470234 |      |
| Am Markt 4 52° 1′ 33″ N, 10° 0′ 33″ O            | Wohn-/Geschäftshaus  |              | 34470256 |      |
| Am Markt 5 52° 1′ 34″ N, 10° 0′ 32″ O            | Wohn-/Geschäftshaus  |              | 34470278 |      |
| Am Markt 6 52° 1′ 34″ N, 10° 0′ 32″ O            | Wohn-/Geschäftshaus  |              | 34470300 |      |
| Am Markt 7 52° 1′ 34″ N, 10° 0′ 32″ O            | Wohn-/Geschäftshaus  |              | 34470322 |      |
| Am Markt 8 52° 1′ 35″ N, 10° 0′ 33″ O            | Wohn-/Geschäftshaus  |              | 34470344 |      |
| Am Markt 9 52° 1′ 35″ N, 10° 0′ 34″ O            | Wohn-/Geschäftshaus  |              | 34470366 |      |
| Am Markt 11 52° 1′ 35″ N, 10° 0′ 35″ O           | Wohn-/Geschäftshaus  |              | 34470411 |      |
| Am Markt 12 52° 1′ 35″ N, 10° 0′ 36″ O           | Wohn-/Geschäftshaus  |              | 34470433 | BW   |
| Am Markt 13 52° 1′ 34″ N, 10° 0′ 36″ O           | Wohn-/Geschäftshaus  |              | 34470455 |      |
| Am Markt 14 52° 1′ 34″ N, 10° 0′ 36″ O           | Wohn-/Geschäftshaus  |              | 34470477 |      |
| Lamspringer Straße 52° 1′ 31″ N, 10° 0′ 36″ O    | Straßenverlauf       |              | 34470499 | BW   |
| Lamspringer Straße 1 52° 1′ 33″ N, 10° 0′ 36″ O  | Wohn-/Geschäftshaus  |              | 34470521 |      |
| Lamspringer Straße 2 52° 1′ 32″ N, 10° 0′ 35″ O  | Wohn-/Geschäftshaus  |              | 34470543 |      |
| Lamspringer Straße 3 52° 1′ 33″ N, 10° 0′ 36″ O  | Wohn-/Geschäftshaus  |              | 34470565 |      |
| Lamspringer Straße 4 52° 1′ 32″ N, 10° 0′ 35″ O  | Wohn-/Geschäftshaus  |              | 34470587 |      |
| Lamspringer Straße 5 52° 1′ 32″ N, 10° 0′ 36″ O  | Wohn-/Geschäftshaus  |              | 34470609 |      |
| Lamspringer Straße 6 52° 1′ 31″ N, 10° 0′ 35″ O  | Wohn-/Geschäftshaus  |              | 34470631 |      |
| Lamspringer Straße 7 52° 1′ 32″ N, 10° 0′ 36″ O  | Wohn-/Geschäftshaus  |              | 34470653 |      |
| Lamspringer Straße 8 52° 1′ 31″ N, 10° 0′ 35″ O  | Wohn-/Geschäftshaus  |              | 4470675  |      |
| Lamspringer Straße 9 52° 1′ 32″ N, 10° 0′ 36″ O  | Wohn-/Geschäftshaus  |              | 34470697 |      |
| Lamspringer Straße 10 52° 1′ 31″ N, 10° 0′ 35″ O | Wohn-/Geschäftshaus  |              | 34470719 |      |
| Lamspringer Straße 11 52° 1′ 31″ N, 10° 0′ 36″ O | Wohn-/Geschäftshaus  |              | 34470741 |      |
| Lamspringer Straße 12 52° 1′ 30″ N, 10° 0′ 36″ O | Wohn-/Geschäftshaus  |              | 34470763 |      |
| Lamspringer Straße 13 52° 1′ 31″ N, 10° 0′ 36″ O | Wohn-/Geschäftshaus  |              | 34470785 |      |
| Lamspringer Straße 14 52° 1′ 30″ N, 10° 0′ 36″ O | Wohn-/Geschäftshaus  |              | 34470807 |      |
| Lamspringer Straße 15 52° 1′ 31″ N, 10° 0′ 36″ O | Wohn-/Geschäftshaus  |              | 34470829 |      |
| Lamspringer Straße 16 52° 1′ 29″ N, 10° 0′ 36″ O | Wohn-/Geschäftshaus  |              | 34470851 |      |
| Lamspringer Straße 17 52° 1′ 31″ N, 10° 0′ 37″ O | Wohn-/Geschäftshaus  |              | 34470873 |      |
| Lamspringer Straße 19 52° 1′ 30″ N, 10° 0′ 37″ O | Wohn-/Geschäftshaus  |              | 34470895 |      |
| Lamspringer Straße 21 52° 1′ 30″ N, 10° 0′ 37″ O | Wohn-/Geschäftshaus  |              | 34470917 |      |
| Lamspringer Straße 23 52° 1′ 30″ N, 10° 0′ 37″ O | Wohn-/Geschäftshaus  |              | 34470939 |      |
| Lamspringer Straße 25 52° 1′ 29″ N, 10° 0′ 37″ O | Wohn-/Geschäftshaus  |              | 34470961 |      |
| Lamspringer Straße 27 52° 1′ 29″ N, 10° 0′ 37″ O | Wohn-/Geschäftshaus  |              | 34470983 |      |
| Sehlemer Straße 52° 1′ 33″ N, 10° 0′ 28″ O       | Straßenverlauf       |              | 34471005 |      |
| Sehlemer Straße 1 52° 1′ 33″ N, 10° 0′ 33″ O     | Wohn-/Geschäftshaus  |              | 34471027 | BW   |
| Sehlemer Straße 3 52° 1′ 33″ N, 10° 0′ 32″ O     | Wohn-/Geschäftshaus  |              | 34471071 | BW   |
| Sehlemer Straße 2 52° 1′ 33″ N, 10° 0′ 31″ O     | Wohn-/Geschäftshaus  |              | 4471049  | BW   |
| Sehlemer Straße 4 52° 1′ 33″ N, 10° 0′ 31″ O     | Wohn-/Geschäftshaus  |              | 34471093 | BW   |
| Sehlemer Straße 5 52° 1′ 33″ N, 10° 0′ 31″ O     | Wohn-/Geschäftshaus  |              | 34471115 | BW   |
| Sehlemer Straße 6 52° 1′ 33″ N, 10° 0′ 30″ O     | Wohn-/Geschäftshaus  |              | 34471137 | BW   |
| Sehlemer Straße 7 52° 1′ 33″ N, 10° 0′ 31″ O     | Wohn-/Geschäftshaus  |              | 34471159 | BW   |
| Sehlemer Straße 8 52° 1′ 33″ N, 10° 0′ 30″ O     | Wohn-/Geschäftshaus  |              | 34471181 | BW   |
| Sehlemer Straße 9 52° 1′ 33″ N, 10° 0′ 30″ O     | Wohn-/Geschäftshaus  |              | 34471203 | BW   |
| Sehlemer Straße 10 52° 1′ 33″ N, 10° 0′ 29″ O    | Wohn-/Geschäftshaus  |              | 34471225 | BW   |
| Sehlemer Straße 11 52° 1′ 33″ N, 10° 0′ 29″ O    | Wohn-/Geschäftshaus  |              | 34471247 | BW   |
| Sehlemer Straße 12 52° 1′ 33″ N, 10° 0′ 28″ O    | Wohn-/Geschäftshaus  |              | 34471269 | BW   |
| Sehlemer Straße 13 52° 1′ 33″ N, 10° 0′ 29″ O    | Wohnhaus             |              | 41545638 | BW   |
| Sehlemer Straße 13 52° 1′ 32″ N, 10° 0′ 29″ O    | Kalksteinhofpflaster |              | 34472156 | BW   |
| Sehlemer Straße 13 52° 1′ 32″ N, 10° 0′ 29″ O    | Scheune              |              | 34474398 | BW   |
| Sehlemer Straße 13 52° 1′ 32″ N, 10° 0′ 29″ O    | Nebengebäude         |              | 34472126 | BW   |
| Sehlemer Straße 14 52° 1′ 33″ N, 10° 0′ 28″ O    | Wohn-/Geschäftshaus  |              | 34471324 | BW   |
| Sehlemer Straße 15 52° 1′ 33″ N, 10° 0′ 28″ O    | Wohn-/Geschäftshaus  |              | 34471346 | BW   |
| Sehlemer Straße 16 52° 1′ 33″ N, 10° 0′ 27″ O    | Wohn-/Geschäftshaus  |              | 34471368 | BW   |
| Sehlemer Straße 17 52° 1′ 33″ N, 10° 0′ 27″ O    | Wohn-/Geschäftshaus  |              | 34471390 | BW   |
| Sehlemer Straße 18 52° 1′ 33″ N, 10° 0′ 27″ O    | Wohn-/Geschäftshaus  |              | 34471412 | BW   |
| Sehlemer Straße 19a 52° 1′ 33″ N, 10° 0′ 27″ O   | Wohn-/Geschäftshaus  |              | 34471434 | BW   |
| Sehlemer Straße 19b 52° 1′ 33″ N, 10° 0′ 27″ O   | Wohn-/Geschäftshaus  |              | 34471456 | BW   |
| Sehlemer Straße 20 52° 1′ 33″ N, 10° 0′ 26″ O    | Wohn-/Geschäftshaus  |              | 34471478 | BW   |
| Sehlemer Straße 21 52° 1′ 33″ N, 10° 0′ 26″ O    | Wohn-/Geschäftshaus  |              | 34471500 | BW   |
| Sehlemer Straße 22 52° 1′ 33″ N, 10° 0′ 26″ O    | Wohn-/Geschäftshaus  |              | 34471522 | BW   |
| Sehlemer Straße 23 52° 1′ 33″ N, 10° 0′ 25″ O    | Wohn-/Geschäftshaus  |              | 34471544 | BW   |
| Sehlemer Straße 24 52° 1′ 33″ N, 10° 0′ 25″ O    | Wohn-/Geschäftshaus  |              | 34471566 | BW   |
| Sehlemer Straße 25 52° 1′ 33″ N, 10° 0′ 25″ O    | Wohn-/Geschäftshaus  |              | 34471588 | BW   |
| Sehlemer Straße 26 52° 1′ 33″ N, 10° 0′ 25″ O    | Wohn-/Geschäftshaus  |              | 34471610 | BW   |
| Sehlemer Straße 28 52° 1′ 34″ N, 10° 0′ 24″ O    | Wohn-/Geschäftshaus  |              | 34471632 | BW   |
| Teichstraße 52° 1′ 37″ N, 10° 0′ 35″ O           | Straßenraum          |              | 34471654 |      |
| Teichstraße 52° 1′ 40″ N, 10° 0′ 35″ O           | Kriegerdenkmal       | 1870/1871    | 4471676  | BW   |
| Teichstraße 1 52° 1′ 36″ N, 10° 0′ 34″ O         | Wohn-/Geschäftshaus  |              | 34471699 |      |
| Teichstraße 2 52° 1′ 35″ N, 10° 0′ 36″ O         | Wohn-/Geschäftshaus  |              | 4471721  |      |
| Teichstraße 3 52° 1′ 36″ N, 10° 0′ 34″ O         | Wohn-/Geschäftshaus  |              | 34471743 |      |
| Teichstraße 4 52° 1′ 36″ N, 10° 0′ 36″ O         | Wohn-/Geschäftshaus  |              | 34471765 |      |
| Teichstraße 5 52° 1′ 37″ N, 10° 0′ 34″ O         | Wohn-/Geschäftshaus  |              | 34471787 |      |
| Teichstraße 6 52° 1′ 36″ N, 10° 0′ 35″ O         | Wohn-/Geschäftshaus  |              | 34471809 | BW   |
| Teichstraße 7 52° 1′ 37″ N, 10° 0′ 34″ O         | Wohn-/Geschäftshaus  |              | 34471831 |      |
| Teichstraße 8 52° 1′ 36″ N, 10° 0′ 35″ O         | Wohn-/Geschäftshaus  |              | 34471853 |      |
| Teichstraße 9 52° 1′ 37″ N, 10° 0′ 34″ O         | Wohn-/Geschäftshaus  |              | 34471875 |      |
| Teichstraße 10 52° 1′ 37″ N, 10° 0′ 35″ O        | Wohn-/Geschäftshaus  |              | 34471897 |      |
| Teichstraße 11 52° 1′ 37″ N, 10° 0′ 34″ O        | Wohn-/Geschäftshaus  |              | 34471919 |      |
| Teichstraße 12 52° 1′ 37″ N, 10° 0′ 35″ O        | Wohn-/Geschäftshaus  |              | 34471941 |      |
| Teichstraße 13 52° 1′ 38″ N, 10° 0′ 34″ O        | Wohn-/Geschäftshaus  |              | 34471963 |      |
| Teichstraße 14 52° 1′ 38″ N, 10° 0′ 35″ O        | Wohn-/Geschäftshaus  |              | 34471985 |      |
| Teichstraße 16 52° 1′ 38″ N, 10° 0′ 35″ O        | Wohn-/Geschäftshaus  |              | 34472007 |      |
| Teichstraße 18 52° 1′ 38″ N, 10° 0′ 35″ O        | Wohn-/Geschäftshaus  |              | 34472029 |      |
| Teichstraße 20 52° 1′ 39″ N, 10° 0′ 35″ O        | Wohn-/Geschäftshaus  |              | 34472051 |      |
| Teichstraße 22 52° 1′ 39″ N, 10° 0′ 34″ O        | Wohn-/Geschäftshaus  |              | 34472073 | BW   |

### Gruppe: Burg, Teichstraße
Die Gruppe „Burg, Teichstraße“ hat die ID 34454987.

| Lage                                      | Bezeichnung  | Beschreibung | ID       | Bild           |
| ----------------------------------------- | ------------ | --- | -------- | -------------- |
| Teichstraße 15 52° 1′ 36″ N, 10° 0′ 27″ O | Herrenhaus   | | 34472621 | Weitere Bilder |
| Teichstraße 15 52° 1′ 36″ N, 10° 0′ 29″ O | Turm         | | 34472694 |                |
| Teichstraße 15 52° 1′ 35″ N, 10° 0′ 29″ O | Stallscheune | Im sogenannten Bullenstall befindet sich heute eine Kunstausstellung. Erbaut wurde das Gebäude 1857, dendrologische Untersuchungen bestätigen das. Die Stallscheune befindet sich am südlichen Rand der Burg. Es ist zweigeschossiger Bau mit einem gebogenen Satteldach, der Hildesheimer Professor Martin Thumm prägte den Begriff des „Sattelschwingdachs“. Im Erdgeschoss befinden sich zahlreiche Stalltüren, das erste Geschoss wurde als Scheune genutzt. Von 1993 bis 1998 wurde der Bau umfangreich renoviert. | 34472716 | Weitere Bilder |
| Teichstraße 15 52° 1′ 39″ N, 10° 0′ 33″ O | Scheune      | | 34472671 |                |
| Teichstraße 15 52° 1′ 42″ N, 10° 0′ 30″ O | Einfriedung  | | 34472926 |                |
| Teichstraße 15 52° 1′ 42″ N, 10° 0′ 19″ O | Park         | | 34472739 |                |
| Teichstraße 15 52° 1′ 41″ N, 10° 0′ 22″ O | Teich        | | 34472902 | BW             |

### Gruppe: Bahnhof Bodenburg
Die Gruppe „Bahnhof Bodenburg“ hat die ID 34459807.

| Lage                                                | Bezeichnung     | Beschreibung                                | ID       | Bild |
| --------------------------------------------------- | --------------- | ------------------------------------------- | -------- | ---- |
| Salzdetfurther Straße 11 52° 1′ 57″ N, 10° 0′ 11″ O | Lokschuppen     |                                             | 34465923 | BW   |
| Salzdetfurther Straße 11 52° 1′ 58″ N, 10° 0′ 11″ O | Wasserturm      | Bahnhof Bodenburg, ehemaliger DB-Wasserturm | 34465457 | BW   |
| Am Bahnhof 2 52° 1′ 55″ N, 10° 0′ 13″ O             | Wohnhaus        | Bahnhof Bodenburg, DB-Wohnhaus              | 34465948 | BW   |
| Am Bahnhof 4 52° 1′ 54″ N, 10° 0′ 11″ O             | Wohnhaus        | Bahnhof Bodenburg, DB-Wohnhaus              | 34465974 | BW   |
| Am Bahnhof 8 52° 1′ 51″ N, 10° 0′ 6″ O              | Empfangsgebäude |                                             | 34465895 | BW   |
| Am Bahnhof 52° 1′ 51″ N, 10° 0′ 6″ O                | Güterschuppen   |                                             | 34466000 | BW   |

### Einzelbaudenkmale
| Lage                                             | Bezeichnung    | Beschreibung | ID       | Bild           |
| ------------------------------------------------ | -------------- | --- | -------- | -------------- |
| Kirchstraße 52° 1′ 36″ N, 10° 0′ 14″ O           | Kirche         | Die evangelische Kirche St. Johannis des Täufers ist ein Saalbau mit rechteckigem Grundriss. Die Form der heutigen Kirche stammt aus der Zeit von 1861 bis 1862. Ein Turm wurde bereits 1675 entfernt, heute befindet sich im Westen der Kirche ein Dachreiter. Die Ausstattung stammt in der Mehrzahl aus der Zeit von 1689 bis 1699. | 34473247 |                |
| Salzdetfurther Straße 52° 1′ 45″ N, 10° 0′ 33″ O | Kirche         | Die katholische Kirche wurde 1822 erbaut. Es ist ein klassizistischer Saalbau mit einem Dachreiter. | 34473289 | Weitere Bilder |
| Pastorengasse 1 52° 1′ 41″ N, 10° 0′ 32″ O       | Pfarrhaus      | evangelisches Pfarrhaus | 34473268 | BW             |
| Am Schiefen Graben 52° 1′ 40″ N, 10° 0′ 38″ O    | Kriegerdenkmal | | 34473226 | BW             |
| Am Schattenberg 1 52° 1′ 41″ N, 10° 0′ 41″ O     | Wohnhaus       | | 34473206 | BW             |

## Breinum

### Einzelbaudenkmale
| Lage                                           | Bezeichnung | Beschreibung | ID       | Bild |
| ---------------------------------------------- | ----------- | --- | -------- | ---- |
| Unter den Rotdornen 52° 1′ 51″ N, 9° 59′ 11″ O | Kirche      | Die evangelische Pfarrkirche ist ein im Kern spätgotischer Bau. Im Jahre 1794 wurde die Kirche umgebaut. Zur Kirche gehört ein spätromanischer Westturm, auf dem Walmdach des Turmes befindet sich ein Dachreiter mit geschweifter Haube. Die Ausstattung im Inneren ist im Stil des Barocks gehalten. Der Kanzelaltar wurde von 1722 bis 1748 erstellt und von 1747 bis 1748 ausgemalt. Weiter befindet sich ein barocker Taufengel in der Kirche. | 34473352 |      |
| Unter den Rotdornen 52° 1′ 50″ N, 9° 59′ 11″ O | Pfarrhaus   | | 34473394 | BW   |
| Brückenstraße 52° 1′ 44″ N, 9° 59′ 14″ O       | Brücke      | | 34473331 | BW   |

## Detfurth

### Gruppe: Kirche, Pfarrhaus, Nebengebäude Soltmannstraße
Die Gruppe „Kirche, Pfarrhaus, Nebengebäude Soltmannstraße“ hat die ID 34455001.

| Lage                                         | Bezeichnung  | Beschreibung            | ID       | Bild |
| -------------------------------------------- | ------------ | ----------------------- | -------- | ---- |
| Soltmannstraße 33 52° 4′ 24″ N, 10° 1′ 13″ O | Kirche       | Kath. Kirche St. Gallus | 34472807 |      |
| Soltmannstraße 33 52° 4′ 25″ N, 10° 1′ 14″ O | Einfriedung  |                         | 34472878 | BW   |
| Soltmannstraße 52° 4′ 22″ N, 10° 1′ 13″ O    | Bildstock    | Breitpfeiler-Bildstock  | 34473414 |      |
| Soltmannstraße 29 52° 4′ 21″ N, 10° 1′ 14″ O | Pfarrhaus    |                         | 34472763 |      |
| Soltmannstraße 29 52° 4′ 21″ N, 10° 1′ 15″ O | Nebengebäude |                         | 34472785 |      |

## Groß Düngen

### Einzelbaudenkmale
| Lage                                                       | Bezeichnung              | Beschreibung                                  | ID       | Bild           |
| ---------------------------------------------------------- | ------------------------ | --------------------------------------------- | -------- | -------------- |
| Hildesheimer Straße 52° 5′ 42″ N, 10° 1′ 12″ O             | Kirche                   | Katholische Pfarrkirche St. Cosmas und Damian | 34473578 | Weitere Bilder |
| Hildesheimer Straße 52° 5′ 41″ N, 10° 1′ 11″ O             | Einfriedung              |                                               | 34474686 | BW             |
| Hildesheimer Straße 17 52° 5′ 43″ N, 10° 1′ 24″ O          | Scheune                  |                                               | 34473620 | BW             |
| Hildesheimer Straße 13 52° 5′ 43″ N, 10° 1′ 28″ O          | Wohn-/Wirtschaftsgebäude |                                               | 34473600 |                |
| Bergstraße 13 52° 5′ 37″ N, 10° 1′ 12″ O                   | Wohn-/Wirtschaftsgebäude |                                               | 34473498 | BW             |
| Zwirnlade 52° 5′ 21″ N, 10° 1′ 32″ O                       | Wegekreuz                |                                               | 34473661 | BW             |
| Heiligenholz 52° 5′ 31″ N, 10° 0′ 40″ O                    | Wegekreuz                |                                               | 34473558 | BW             |
| Waldfrieden, südlich d. Ortslage 52° 5′ 4″ N, 10° 0′ 32″ O | Kriegerdenkmal           |                                               | 34473640 | BW             |

## Heinde

### Gruppe: Gut Walshausen
Die Gruppe „Gut Walshausen“ hat die ID 34455046.

| Lage                                      | Bezeichnung | Beschreibung | ID       | Bild |
| ----------------------------------------- | ----------- | ------------ | -------- | ---- |
| Walshausen 1 52° 6′ 29″ N, 10° 0′ 45″ O   | Gutshaus    |              | 34465488 |      |
| Itzumer Straße 52° 6′ 28″ N, 10° 0′ 43″ O | Gutspark    |              | 34465649 | BW   |
| Itzumer Straße 52° 6′ 26″ N, 10° 0′ 43″ O | Teiche      |              | 34465673 |      |
| Itzumer Straße 52° 6′ 30″ N, 10° 0′ 45″ O | Stall       |              | 34465603 | BW   |
| Itzumer Straße 52° 6′ 30″ N, 10° 0′ 45″ O | Speicher    |              | 34465626 |      |
| Itzumer Straße 52° 6′ 31″ N, 10° 0′ 46″ O | Mauer       |              | 41504316 |      |
| Itzumer Straße 52° 6′ 30″ N, 10° 0′ 47″ O | Scheune     |              | 34465580 |      |
| Itzumer Straße 52° 6′ 30″ N, 10° 0′ 47″ O | Gewächshaus |              | 34465534 |      |
| Itzumer Straße 52° 6′ 29″ N, 10° 0′ 47″ O | Orangerie   |              | 34465511 |      |
| Itzumer Straße 52° 6′ 30″ N, 10° 0′ 49″ O | Bachlauf    |              | 34465698 | BW   |

### Gruppe: Kirche, Pfarrhaus, Wohnhaus, Am Kirchberg 2, 4, 6
Die Gruppe „Kirche, Pfarrhaus, Wohnhaus, Am Kirchberg 2, 4, 6“ hat die ID 34455016.

| Lage                                      | Bezeichnung | Beschreibung | ID       | Bild           |
| ----------------------------------------- | ----------- | ------------ | -------- | -------------- |
| Am Kirchberg 52° 5′ 58″ N, 10° 2′ 20″ O   | Kirche      | ev. Kirche   | 34465023 | Weitere Bilder |
| Am Kirchberg 52° 5′ 57″ N, 10° 2′ 22″ O   | Friedhof    |              | 34465046 |                |
| Am Kirchberg 52° 5′ 56″ N, 10° 2′ 27″ O   | Ehrenmal    |              | 34464604 |                |
| Am Kirchberg 52° 5′ 54″ N, 10° 2′ 34″ O   | Allee       |              | 34465091 |                |
| Am Kirchberg 2 52° 6′ 0″ N, 10° 2′ 17″ O  | Pfarrhaus   |              | 34465114 |                |
| Am Kirchberg 4 52° 5′ 59″ N, 10° 2′ 18″ O | Wohnhaus    |              | 34465136 |                |
| Am Kirchberg 6 52° 5′ 59″ N, 10° 2′ 20″ O | Wohnhaus    |              | 34465158 |                |

### Gruppe: Gutsanlage, Hauptstraße
Die Gruppe „Gutsanlage, Hauptstraße“ hat die ID 34455031.

| Lage                                       | Bezeichnung              | Beschreibung | ID       | Bild |
| ------------------------------------------ | ------------------------ | ------------ | -------- | ---- |
| Hauptstraße 52° 6′ 6″ N, 10° 2′ 6″ O       | Wohnhaus                 |              | 34465180 |      |
| Hauptstraße 52° 6′ 10″ N, 10° 2′ 6″ O      | Einfriedung              |              | 34465318 |      |
| Wallmodenweg 1 a 52° 6′ 10″ N, 10° 2′ 4″ O | Wohnhaus                 |              | 34465341 | BW   |
| Wallmodenweg 3 52° 6′ 9″ N, 10° 2′ 4″ O    | Wohnhaus                 |              | 34465410 | BW   |
| Hauptstraße 52° 6′ 7″ N, 10° 2′ 5″ O       | Remise                   |              | 34455031 | BW   |
| Hauptstraße 52° 6′ 6″ N, 10° 2′ 4″ O       | Wohn-/Wirtschaftsgebäude |              | 34465226 | BW   |
| Hauptstraße 52° 6′ 5″ N, 10° 2′ 8″ O       | Wohnhaus                 |              | 34465203 | BW   |
| Hauptstraße 52° 6′ 7″ N, 10° 2′ 10″ O      | Stall                    |              | 34465272 | BW   |
| Hauptstraße 52° 6′ 8″ N, 10° 2′ 9″ O       | Scheune                  |              | 34465249 |      |

### Einzelbaudenkmale
| Lage                                      | Bezeichnung              | Beschreibung | ID       | Bild |
| ----------------------------------------- | ------------------------ | ------------ | -------- | ---- |
| Hauptstraße 15 52° 6′ 13″ N, 10° 1′ 56″ O | Wohn-/Wirtschaftsgebäude |              | 38373153 | BW   |

## Hockeln

### Einzelbaudenkmale
| Lage                                      | Bezeichnung              | Beschreibung           | ID       | Bild           |
| ----------------------------------------- | ------------------------ | ---------------------- | -------- | -------------- |
| Im Huppensack 52° 5′ 39″ N, 10° 4′ 17″ O  | Kapelle                  |                        | 34473702 | Weitere Bilder |
| Schuhstraße 9 52° 5′ 37″ N, 10° 4′ 18″ O  | Wohn-/Wirtschaftsgebäude |                        | 34473722 | BW             |
| Zur Bauerwiese 52° 5′ 44″ N, 10° 4′ 29″ O | Bahnwächterhaus          |                        | 37987944 |                |
| Vor dem Dorf 52° 5′ 37″ N, 10° 4′ 28″ O   | Wegekreuz                |                        | 34473762 | BW             |
| Waldweg 52° 5′ 22″ N, 10° 4′ 30″ O        | Kriegerdenkmal           |                        | 34473803 | BW             |
| Waldweg 52° 5′ 22″ N, 10° 4′ 26″ O        | Bildstock                | Breitpfeiler-Bildstock | 34473782 | BW             |

## Klein Düngen

### Einzelbaudenkmale
| Lage                                     | Bezeichnung | Beschreibung                     | ID       | Bild |
| ---------------------------------------- | ----------- | -------------------------------- | -------- | ---- |
| Ehrenfeld 52° 5′ 36″ N, 10° 2′ 24″ O     | Wegekreuz   |                                  | 34473824 | BW   |
| Kreuzstraße 11 52° 5′ 42″ N, 10° 2′ 7″ O | Kapelle     | Katholische Kapelle St. Bernward | 34473864 | BW   |
| Kreuzstraße 52° 5′ 41″ N, 10° 1′ 54″ O   | Wegekreuz   |                                  | 34473844 | BW   |

## Lechstedt

### Gruppe: Hofanlage Mittelstraße 2
Die Gruppe „Hofanlage Mittelstraße 2“ hat die ID 38589284.

| Lage                                      | Bezeichnung | Beschreibung | ID       | Bild |
| ----------------------------------------- | ----------- | ------------ | -------- | ---- |
| Mittelstraße 2 52° 6′ 55″ N, 10° 1′ 31″ O | Wohnhaus    |              | 38373319 | BW   |

### Gruppe: Wohnhaus und Remise, Ringstraße 21
Die Gruppe „Wohnhaus und Remise, Ringstraße 21“ hat die ID 34459760.

| Lage                                     | Bezeichnung              | Beschreibung | ID       | Bild |
| ---------------------------------------- | ------------------------ | ------------ | -------- | ---- |
| Ringstraße 21 52° 6′ 49″ N, 10° 1′ 34″ O | Wohn-/Wirtschaftsgebäude |              | 34465433 | BW   |
| Ringstraße 21 52° 6′ 48″ N, 10° 1′ 34″ O | Backhaus                 |              | 34466025 | BW   |

### Einzelbaudenkmale
| Lage                                     | Bezeichnung              | Beschreibung        | ID       | Bild |
| ---------------------------------------- | ------------------------ | ------------------- | -------- | ---- |
| Ringstraße 21 52° 6′ 48″ N, 10° 1′ 35″ O | Remise                   |                     | 34465869 | BW   |
| Ringstraße 52° 6′ 50″ N, 10° 1′ 35″ O    | Kirche                   | evangelische Kirche | 34473925 | BW   |
| Am Brunnen 1 52° 6′ 55″ N, 10° 1′ 35″ O  | Wohn-/Wirtschaftsgebäude |                     | 34474359 | BW   |
| Am Brunnen 52° 6′ 55″ N, 10° 1′ 36″ O    | Brunnen                  |                     | 34473905 | BW   |
| Am Brunnen 6 52° 6′ 55″ N, 10° 1′ 38″ O  | Wohnhaus                 |                     | 34474465 | BW   |

## Listringen

### Einzelbaudenkmale
| Lage                                             | Bezeichnung              | Beschreibung | ID       | Bild |
| ------------------------------------------------ | ------------------------ | ------------ | -------- | ---- |
| Listringer Dorfstraße 6 52° 6′ 5″ N, 10° 4′ 7″ O | Kapelle                  |              | 34474009 |      |
| Kleine Straße 2 52° 6′ 2″ N, 10° 3′ 58″ O        | Wohn-/Wirtschaftsgebäude |              | 34474049 | BW   |
| Papenlah 1 52° 6′ 6″ N, 10° 4′ 18″ O             | Wohnhaus                 |              | 34474069 | BW   |

## Östrum

### Einzelbaudenkmale
| Lage                                    | Bezeichnung | Beschreibung          | ID       | Bild |
| --------------------------------------- | ----------- | --------------------- | -------- | ---- |
| Kapellenweg 52° 1′ 57″ N, 10° 0′ 6″ O   | Kapelle     |                       | 34474029 | BW   |
| Ahornallee 6 52° 1′ 59″ N, 9° 59′ 48″ O | Mühle       | ehemalige Wassermühle | 34473988 | BW   |

## Wehrstedt

### Gruppe: Gutsanlage, Hauptstraße
Die Gruppe „Gutsanlage, Hauptstraße“ hat die ID 34455031.

| Lage                                        | Bezeichnung | Beschreibung | ID       | Bild |
| ------------------------------------------- | ----------- | ------------ | -------- | ---- |
| An der Kirche 18 52° 2′ 36″ N, 10° 0′ 40″ O | Pfarrhaus   |              | 34465746 | BW   |
| An der Kirche 18 52° 2′ 37″ N, 10° 0′ 40″ O | Scheune     |              | 34465768 | BW   |

### Gruppe: Schmiede, Wehrstedt
Die Gruppe „Schmiede, Wehrstedt“ hat die ID 34459599.

| Lage                                        | Bezeichnung | Beschreibung | ID       | Bild |
| ------------------------------------------- | ----------- | ------------ | -------- | ---- |
| Schmiedestraße 1 52° 2′ 45″ N, 10° 0′ 41″ O | Wohnhaus    |              | 34465790 | BW   |
| Schmiedestraße 1 52° 2′ 46″ N, 10° 0′ 41″ O | Schmiede    |              | 34465815 | BW   |
| Schmiedestraße 1 52° 2′ 45″ N, 10° 0′ 41″ O | Windrad     |              | 34465842 | BW   |

### Einzelbaudenkmale
| Lage                                        | Bezeichnung  | Beschreibung | ID       | Bild |
| ------------------------------------------- | ------------ | ------------ | -------- | ---- |
| Am Ziegenberg 60 52° 2′ 47″ N, 10° 1′ 3″ O  | Wohnhaus     |              | 34474319 | BW   |
| Schmiedestraße 4 52° 2′ 41″ N, 10° 0′ 48″ O | Mühle        | Wassermühle  | 34474131 | BW   |
| Schmiedestraße 4 52° 2′ 41″ N, 10° 0′ 47″ O | Mühlengraben |              | 34474664 | BW   |
| Schmiedestraße 5 52° 2′ 40″ N, 10° 0′ 43″ O | Wohnhaus     |              | 34474153 | BW   |
| Am Sportplatz 10 52° 2′ 37″ N, 10° 0′ 36″ O | Schule       |              | 34474090 | BW   |
| An der Kirche 5 52° 2′ 35″ N, 10° 0′ 42″ O  | Kirche       |              | 34474110 | BW   |

## Wesseln

### Einzelbaudenkmale
| Lage                                          | Bezeichnung | Beschreibung          | ID       | Bild           |
| --------------------------------------------- | ----------- | --------------------- | -------- | -------------- |
| B 243, In der Bünte 52° 4′ 2″ N, 10° 3′ 47″ O | Zollhaus    |                       | 34474258 | BW             |
| Am Lammeufer 52° 5′ 0″ N, 10° 1′ 56″ O        | Kapelle     |                       | 34474199 | Weitere Bilder |
| Am Lammeufer 2 52° 4′ 58″ N, 10° 1′ 55″ O     | Wohnhaus    |                       | 34474219 | BW             |
| Am Lammeufer 52° 4′ 59″ N, 10° 1′ 58″ O       | Brücke      |                       | 34474173 | BW             |
| Baumhofsweg 7 52° 4′ 50″ N, 10° 2′ 1″ O       | Scheune     | ehemalige Gutsscheune | 34474278 | BW             |